# Prawda (obwód kurski)
Prawda (ros. Правда) – chutor w zachodniej Rosji, w sielsowiecie porieczeńskim rejonu sudżańskiego w obwodzie kurskim.

## Geografia
Miejscowość położona jest nad rzeką Sudża, 13 km od granicy z Ukrainą, 3,5 km od centrum administracyjnego sielsowietu porieczeńskiego (Czerkasskoje Poriecznoje), 10,5 km od centrum administracyjnego rejonu (Sudża), 79,5 km od Kurska.

## Demografia
W 2010 r. miejscowość zamieszkiwało 66 osób.